# Palais de l'Indépendance (Indonésie)
Le palais de l'Indépendance (en indonésien : Istana Merdeka), est un bâtiment officiel situé à Jakarta, la capitale de l'Indonésie. Il est le siège officiel de la présidence de la République.

## Situation
Le palais s'élève le long de la Jalan Medan Merdeka Utara, l'avenue qui borde le côté nord de la place de l'Indépendance. Il fait partie d'un complexe s'étendant sur 6,8 hectares qui comprend également le palais d'État (Istana Negara) situé au nord, ainsi que d'autres bâtiments officiels comme la résidence des hôtes d'État (Wisma Negara), le secrétariat d'État et l'immeuble Bina Graha, le tout agrémenté de jardins.

## Histoire
Les travaux de construction du palais commencent en 1873 sous la direction de l'architecte Jacobus Bartholomeus Drossaers, pour être la résidence officielle du gouverneur général des Indes néerlandaises. Le bâtiment est inauguré en 1879 et porte alors le nom officiel de « palais du Gouverneur général » (en néerlandais : Paleis van de Gouverneur Generaal).
Le bâtiment ne fait l'objet d'aucune transformation jusqu'à l'indépendance de l'Indonésie. Sous l'occupation japonaise, de 1942 à 1945, il abrite des commandants militaires.
Le 27 décembre 1949, jour où l'indépendance de l'Indonésie est proclamée, Sukarno, le premier président du pays, s'installe avec sa famille au palais qui devient alors la résidence officielle du chef de l'État et prend le nom de « palais de l'Indépendance » le lendemain.

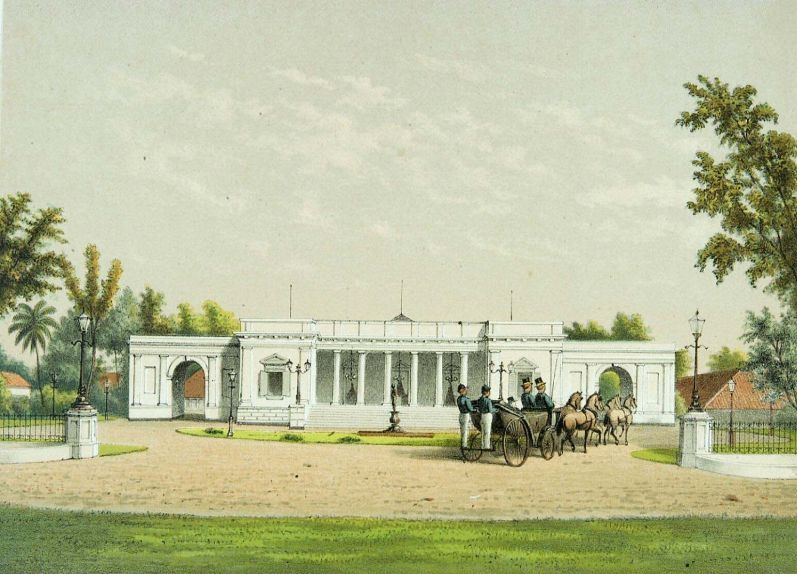
Le palais du Gouverneur général dans les années 1880 par Josias Cornelis Rappard.
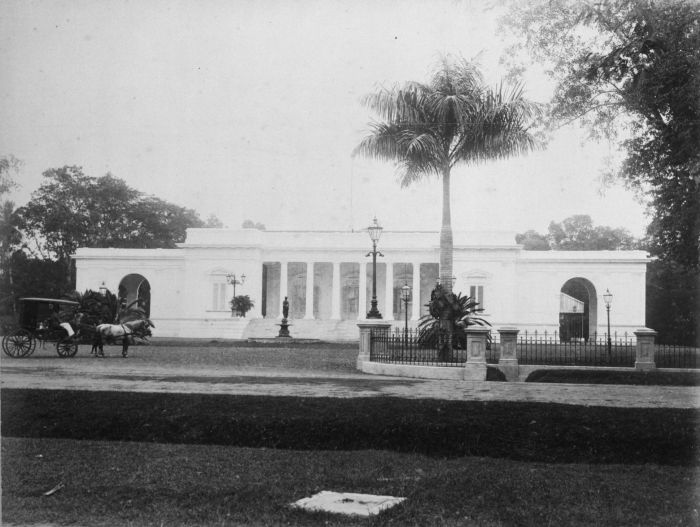
Le palais du Gouverneur général aux alentours de 1900.
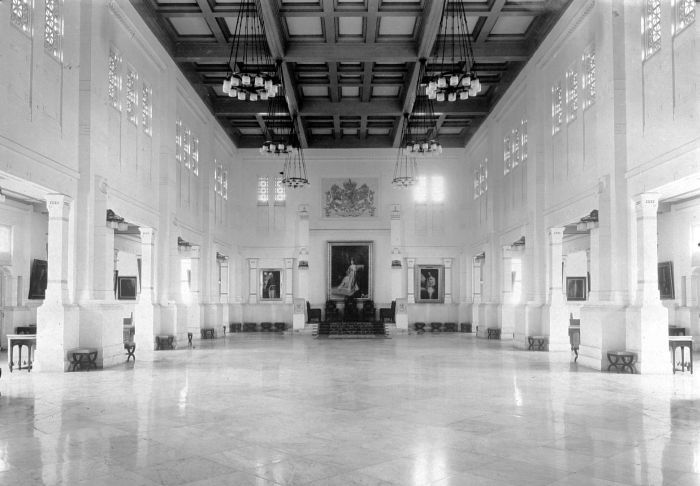
La salle d'audience au début du XXe siècle.
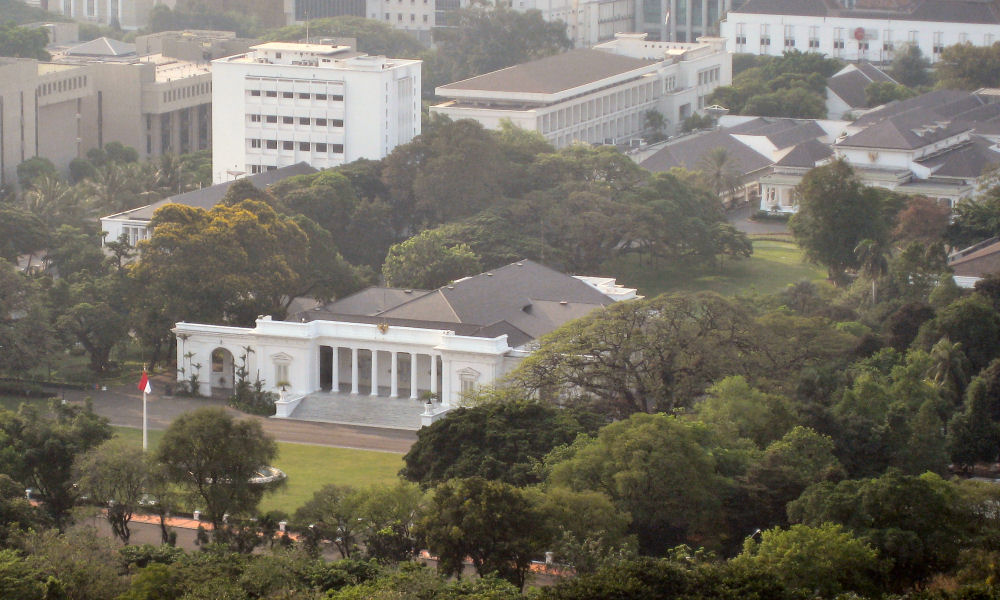
Vue aérienne du complexe présidentiel en 2008.